# Скрипино (Майнський район)
Скрипино (рос. Скрипино) — присілок в Майнському районі Ульяновської області Російської Федерації.
Населення становить 1 особу. Входить до складу муніципального утворення Ігнатовське міське поселення.

## Історія
Від 2004 року входить до складу муніципального утворення Ігнатовське міське поселення.

## Населення
| 2010 |
| ---- |
| 1    |